# Человек из Толлунда

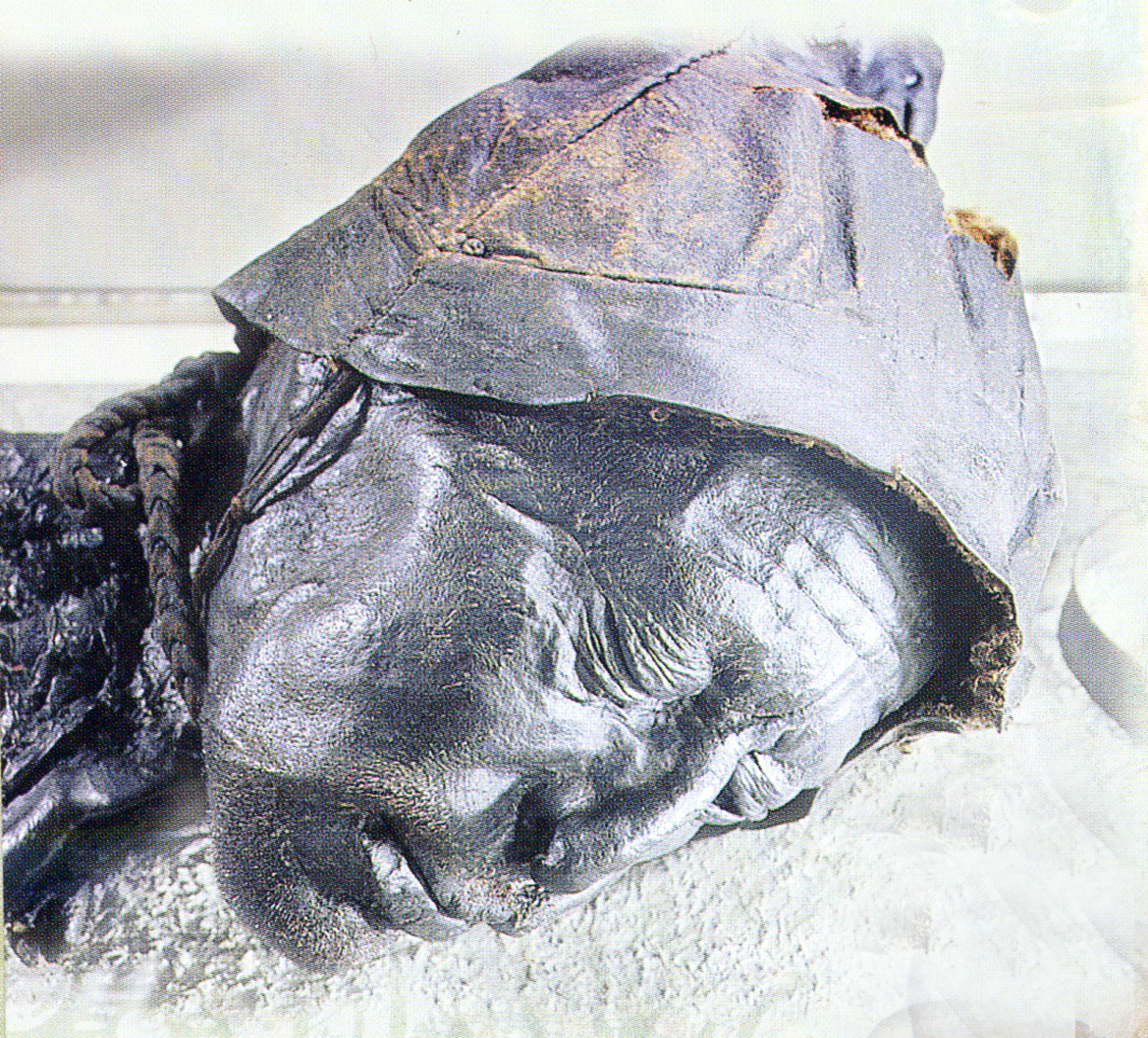
Голова умершего мужчины

Человек из Толлунда — так назвали мужчину, жившего в эпоху доримского железного века и умершего примерно в IV веке до н. э., чьё тело было обнаружено в одном из торфяных болот в Толлунде близ Силькеборга в Ютландии (Дания). Эта находка примечательна тем фактом, что тело человека и особенно его голова на удивление хорошо сохранились. Это, возможно, вообще наиболее хорошо сохранившееся тело жителя эпохи, последовавшей за веком бронзы, найденное где-либо. Труп сохранился до наших дней благодаря процессу дубления в торфяном болоте.

## История обнаружения

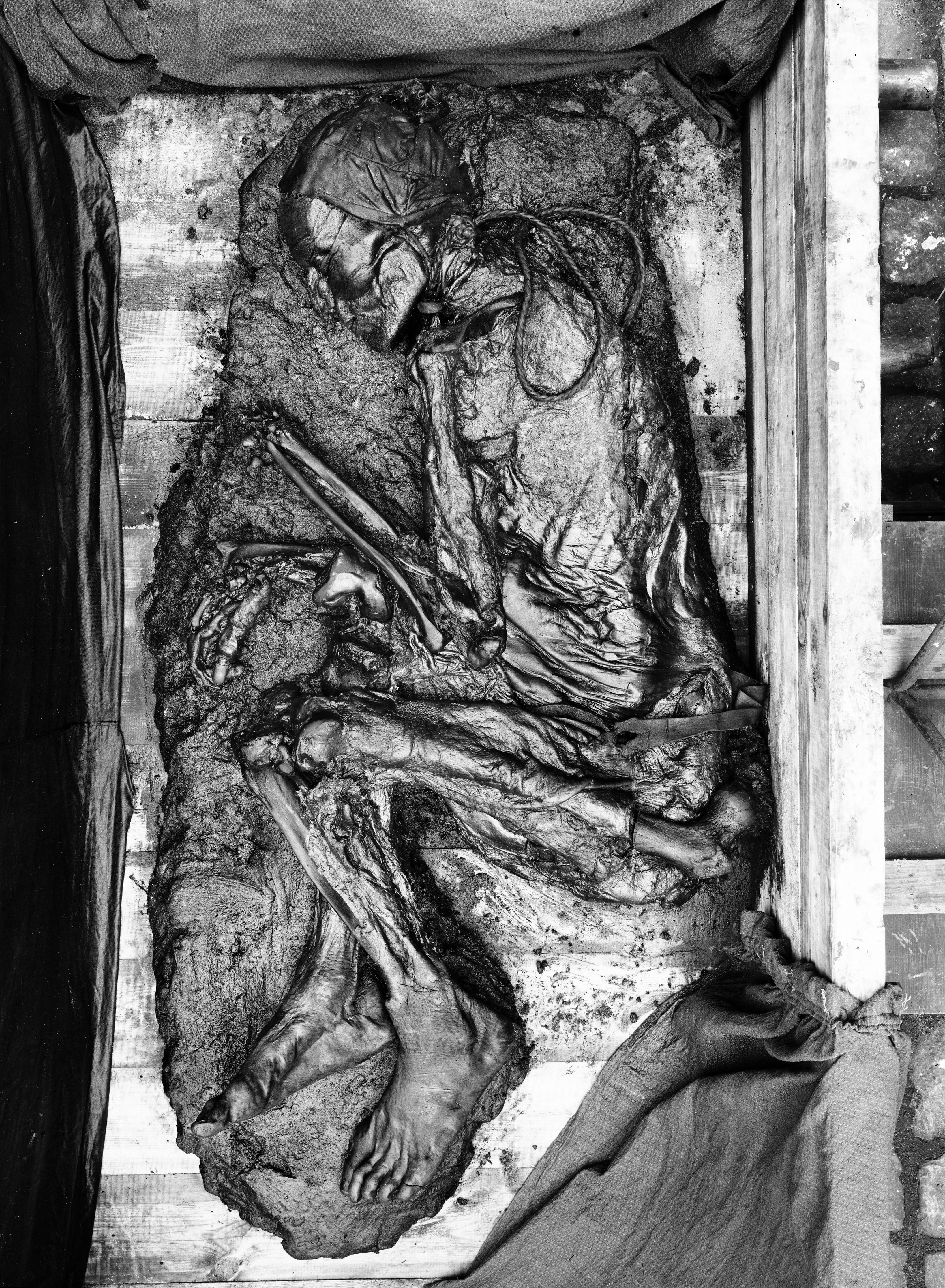
Фотография, сделанная в момент обнаружения

6 мая 1950 года жители деревни Толлунд — братья Вигго и Эмиль Хойгорд и их родственники — добывали торф из болота в местности в 10 км к западу от Силькеборга. Во время работы они обнаружили на глубине двух с половиной метров труп мужчины. Тело хорошо сохранилось, поэтому братья сочли, что его убили относительно недавно, и 8 мая обратились в полицию Силькеборга. Но, так как тело было обнаружено достаточно глубоко, а вокруг не осталось никаких следов, которые могли бы свидетельствовать о недавнем преступлении, о находке оповестили учёных. В 1927 и 1938 годах крестьяне уже находили в местных болотах тела древних людей (первое не сохранилось, а второе — так называемая женщина из Эллинга — находится в музее Силькеборга).

## Описание
Человек из Толлунда был обнаружен лежащим на левом боку в позе спящего. На голове у него была надета островерхая кожаная шапочка, сшитая из восьми кусков овчины мехом внутрь, а вокруг талии повязан пояс из кожи. Остальная одежда, вероятно, была выполнена из растительных волокон и с течением времени полностью истлела. Вокруг шеи человека из Толлунда была затянута петля из плетёного кожаного шнура. Наиболее хорошо сохранилась его голова — настолько, что, несмотря на более чем 2000 лет, прошедшие с момента смерти, на его лице отчётливо видны мелкие морщины и щетина. Тело сохранилось несколько хуже, кожные покровы местами были повреждены, а кисти рук почти полностью истлели до кости.
В настоящее время в музее Силькеборга выставлена его голова, приложенная к макету тела (которое в целостности сохранить не удалось).

## Исследование
После того, как пласт торфа вместе с телом был извлечён из болота, его поместили в деревянный ящик и 17 мая поездом отправили в Национальный музей Дании в Копенгагене. Удалив с трупа остатки торфа, учёные измерили его. Выяснилось, что человек из Толлунда был невысок, всего 162 см ростом. Затем его осмотрел судмедэксперт и сделал заключение, что наиболее вероятной причиной смерти было удушение. Хотя исследование рентгеновскими лучами показало, что шейные позвонки трупа не сломаны, был сделан вывод, что он принял смерть через повешение либо во время жертвоприношения богам, либо по причине совершённого преступления. В пользу этого предположения говорил и тот факт, что язык трупа был распухшим, что характерно для удушения. Исследования также показали, что его мозг и внутренние органы — печень, лёгкие и сердце — очень хорошо сохранились, а возраст на момент смерти составлял приблизительно 40 лет.

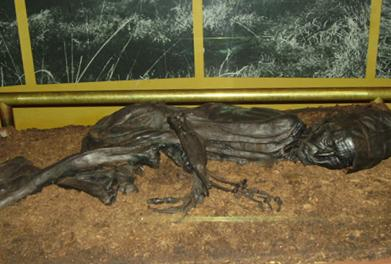
Человек из Толлунда на выставке в музее Силькеборга

Изучение пищеварительного тракта человека из Толлунда дало подробную информацию о времени и составе его последней трапезы. Выяснилось, что примерно за 12—24 часа до гибели он ел сваренную на воде кашу из зёрен и семян (как культивируемых, так и дикорастущих) — всего было выявлено около 40 их видов, в том числе ячмень, льняное семя и др. Следов мяса, рыбы или фруктов обнаружено не было. Этот факт позволил предположить, что человек из Толлунда скончался в конце зимы или начале весны. В пользу этого предположения говорит и хорошая сохранность тела, чему могла поспособствовать низкая температура воздуха.
Первоначально учёные считали, что человек из Толлунда жил примерно в начале I века н. э., но спустя несколько лет с помощью радиоуглеродного анализа была проведена более точная датировка, показавшая, что на самом деле он жил на три-четыре века раньше. Повторные исследования проводились в 1978 году, когда была изучена его стопа и снят отпечаток единственного сохранившегося пальца руки, и в 2002 году.